# Liste der denkmalgeschützten Objekte in Nußdorf ob der Traisen
Die Liste der denkmalgeschützten Objekte in Nußdorf ob der Traisen enthält die 13 denkmalgeschützten, unbeweglichen Objekte der Gemeinde Nußdorf ob der Traisen im niederösterreichischen Bezirk Sankt Pölten-Land.

## Denkmäler
| Foto |                 | Denkmal | Standort                                                   | Beschreibung | Metadaten |
| ---- | --------------- | --- | ---------------------------------------------------------- | --- | --- |
| ja   | Datei hochladen | Kath. Filialkirche hll. Philippus und Jakobus HERIS-ID: 49689 Objekt-ID: 53689                                    | Nußdorfer Straße 1, neben Standort KG: Franzhausen         | Die der Pfarre Nußdorf ob der Traisen angehörende Filialkirche in Franzhausen (Patrozinium: hll. Philippus und Jakobus) wurde im 14. Jahrhundert erstmals urkundlich erwähnt. | BDA-Hist.: Q38035474 Status: § 2a Stand der BDA-Liste: 2025-06-30 Name: Kath. Filialkirche hll. Philippus und Jakobus GstNr.: .16 |
| ja   | Datei hochladen | Freilehnmühle HERIS-ID: 57801 Objekt-ID: 68098                                                                    | Fräuleinmühle 1 Standort KG: Franzhausen                   | Die Siedlung um die Freilehnmühle wurde 1299 erstmals erwähnt, der heutige Bau geht im Kern in das 16. Jahrhundert zurück. 1683 vernichtete ein Brand einen großen Teil der Mühle, in den nächsten Jahrhunderten wechselten häufig die Besitzer. Die Mühle wurde um 1940 stillgelegt, die Wasserkraft wird jedoch weiterhin zur Stromgewinnung genutzt. | BDA-Hist.: Q38078644 Status: Bescheid Stand der BDA-Liste: 2025-06-30 Name: Freilehnmühle GstNr.: .41/1, .41/2 |
| ja   | Datei hochladen | Außenerscheinung und Keller des Gemeindesaales HERIS-ID: 5737 Objekt-ID: 1610                                     | Marktplatz 4 Standort KG: Nußdorf an der Traisen           | Der Gemeindesaal und die dahinter befindliche Lehmkegelbahn wurden im August 2010 geschleift. Auf dem gemeindeeigenen Grundstück wurde ein Nahversorger errichtet. | BDA-Hist.: Q37849106 Status: Bescheid Stand der BDA-Liste: 2025-06-30 Name: Außenerscheinung und Keller des Gemeindesaales GstNr.: .14/2                                                                                             |
| ja   | Datei hochladen | Ehem. Halterhaus HERIS-ID: 34685 Objekt-ID: 33039                                                                 | Oberer Markt 26 Standort KG: Nußdorf an der Traisen        | Eingeschoßiger Bau unter Walmdach mit Rundbogenportal, großteils aus dem 17. und 18. Jahrhundert. | BDA-Hist.: Q37959578 Status: Bescheid Stand der BDA-Liste: 2025-06-30 Name: Ehem. Halterhaus GstNr.: .29 |
| ja   | Datei hochladen | Pfarrhof, Wirtschaftstrakt und Mauer HERIS-ID: 60474 Objekt-ID: 72785                                             | Bäckergasse 9 Standort KG: Nußdorf an der Traisen          | Der Pfarrhof von Nußdorf ist ein hakenförmiger zweigeschoßiger Bau unter Walm- und Satteldach mit eingeschoßigem Wirtschaftstrakt. Straßenseitig zeigt die Putzfassade klassizistische Elemente aus der Zeit um 1800. Parallel zur Straße verläuft die Gartenmauer.                                                                                     | BDA-Hist.: Q38091947 Status: § 2a Stand der BDA-Liste: 2025-06-30 Name: Pfarrhof, Wirtschaftstrakt und Mauer GstNr.: .80 Pfarrhof Nußdorf ob der Traisen                                                                             |
| ja   | Datei hochladen | Kath. Pfarrkirche hl. Johannes der Täufer, ehem. Friedhof und ausgegrabene Ruine HERIS-ID: 50324 Objekt-ID: 55172 | Kirchenplatz 3 Standort KG: Nußdorf an der Traisen         | Zweischiffiger, spätgotisch gewölbter Bau auf einer Anhöhe im Norden des Ortes. Langhaus im Kern aus der 2. Hälfte des 13. Jahrhunderts, klar abgesetzter Rechteckchor aus dem 14. Jahrhundert. Südseitige Kapelle, massiger spätgotischer Westturm. | BDA-Hist.: Q38039408 Status: § 2a Stand der BDA-Liste: 2025-06-30 Name: Kath. Pfarrkirche hl. Johannes der Täufer, ehem. Friedhof und ausgegrabene Ruine GstNr.: 48, .47 Pfarrkirche hl. Johannes der Täufer, Nußdorf ob der Traisen |
| ja   | Datei hochladen | Figurenbildstock hl. Florian HERIS-ID: 60473 Objekt-ID: 72784                                                     | Kirchenplatz 3 Standort KG: Nußdorf an der Traisen         | Eine Florianistatue aus der ersten Hälfte des 18. Jahrhunderts an der Mauerböschung des Kirchhügels. | BDA-Hist.: Q38091938 Status: § 2a Stand der BDA-Liste: 2025-06-30 Name: Figurenbildstock hl. Florian GstNr.: 48 |
| ja   | Datei hochladen | Renaissanceschornstein HERIS-ID: 34686 Objekt-ID: 33040                                                           | Wetterkreuzgasse 4 Standort KG: Nußdorf an der Traisen     | Rauchfang in Renaissanceform mit kleiner Säulchenarkatur und Rest von Ornamentmalerei. | BDA-Hist.: Q37959593 Status: Bescheid Stand der BDA-Liste: 2025-06-30 Name: Renaissanceschornstein GstNr.: .57 |
| ja   | Datei hochladen | Zachariaskreuz (Pestsegen) HERIS-ID: 60491 Objekt-ID: 72803                                                       | Standort KG: Nußdorf an der Traisen                        | Doppelbalkenkreuz mit Inschrift, flankiert von Statuen der Heiligen Sebastian und Rochus. | BDA-Hist.: Q38091969 Status: § 2a Stand der BDA-Liste: 2025-06-30 Name: Zachariaskreuz (Pestsegen) GstNr.: 795/1 |
| ja   | Datei hochladen | Bildstock HERIS-ID: 60492 Objekt-ID: 72804                                                                        | Bachgasse 2, gegenüber Standort KG: Nußdorf an der Traisen | | BDA-Hist.: Q38091981 Status: § 2a Stand der BDA-Liste: 2025-06-30 Name: Bildstock GstNr.: 473/4 |
| ja   | Datei hochladen | Fundzone Bachäcker HERIS-ID: 112238 Objekt-ID: 130311                                                             | Bachäcker Standort KG: Reichersdorf                        | | BDA-Hist.: Q37829842 Status: Bescheid Stand der BDA-Liste: 2025-06-30 Name: Fundzone Bachäcker GstNr.: 1736, 1737, 1738, 1739, 1740, 1741, 1742, 1743, 1770, 1771, 1772, 1773, 1774, 1775, 1788, 1789, 1790, 1791                    |
| ja   | Datei hochladen | hallstattzeitliche Wehranlage/befestigte Siedlung, Fundzone Landgerichtsstein HERIS-ID: 46492 Objekt-ID: 48560    | Landgerichtsstein Standort KG: Reichersdorf                | | BDA-Hist.: Q38022021 Status: Bescheid Stand der BDA-Liste: 2025-06-30 Name: hallstattzeitliche Wehranlage/befestigte Siedlung, Fundzone Landgerichtsstein GstNr.: 1334                                                               |
| ja   | Datei hochladen | Kath. Filialkirche hl. Katharina HERIS-ID: 60508 Objekt-ID: 72821                                                 | Obere Ortsstraße 32 Standort KG: Reichersdorf              | Schlichter Bau mit Putzgliederung und im Erdgeschoß genutetem Westturm. Erbaut 1830/32, seitliche Anbauten von 1972, renoviert 1976. | BDA-Hist.: Q38092014 Status: § 2a Stand der BDA-Liste: 2025-06-30 Name: Kath. Filialkirche hl. Katharina GstNr.: .1 Filialkirche Reichersdorf                                                                                        |